# 楠木正勝
楠木 正勝（くすのき まさかつ）は、南北朝時代、南朝および後南朝の武将。南北朝合一（明徳の和約）時の南朝方の総大将。楠木氏の当主。楠木正儀の嫡男で、楠木正成の孫にあたる。極位極官は従五位上（贈正四位）・右馬頭。

## 概要
父正儀の没後、斜陽の南朝を支え、軍記物『後太平記』でその戦術が太公望呂尚にも喩えられるほどだったが、大局は覆せず、元中5年/嘉慶2年（1388年）に平尾合戦で敗北し、さらに元中9年/明徳3年（1392年）楠木氏の本城千早城を喪失した。同年閏10月に南北朝が正式に統合してしまった後もなお室町幕府に徹底抗戦するも、応永6年（1399年）応永の乱の敗走中に負った創傷により、翌応永7年（1400年）に死亡した。
弟に正元や正秀などがいる。子に伊勢楠木氏の祖となる正顕（正盛）など。日本刀の名工村正第一の高弟である正重は正勝の嫡孫であり、また彦根藩井伊家筆頭家老木俣氏（維新後は木俣男爵家）は正勝を家祖とする。
仏教界では、正勝は戦を重ねるうちにこの世が無常であることを知り、死を偽り身分を隠し、悟りを得て後半生は仏僧として活動し続けたというような伝説が生じた。普化宗中興の祖の一人である虚無（きょむ、こむ、一説に虚無僧の語源）や、曹洞宗の禅僧傑堂能勝（けつどう のうしょう、足利義満から崇敬された高僧梅山聞本の後継者）あるいは正巌徳勝（しょうがん とくしょう）などにそれぞれ「楠木正勝の出家後の姿であった」とする伝説がある。正勝を虚無と同一人物とする伝説は、尺八の起源を説く18世紀末の『虚鐸伝記』にも登場し、和楽器史上にも足跡を残している。また、浄土真宗本願寺派4世善如から浄土真宗を学んだとも言われ、8世蓮如の片腕であった浄賢は正勝の孫と伝わる。

## 生涯

### 当主就任まで
正確な資料に乏しく、兄弟・一族の事跡と混同されている場合があるが、一貫して南朝側の軍事行動を起こしている。
官位は従五位上・左衛門尉（村田倶信『全休庵楠系図』）・検非違使尉（『後太平記』巻9）、のちに右馬頭（『事実文編』拾遺一所収の林信篤『木俣守勝墓碑誌』、徳川光圀『大日本史』巻177）。
正平6年/観応2年（1351年）、楠木氏惣領正儀の嫡子として出生、幼名は小太郎（『全休庵楠系図』）。母は不明だが、正勝は一貫して嫡子として扱われていることなどから、楠木正儀の正室とされる伊賀局が候補として考えられる。
正平24年/応安2年（1369年）、父の正儀が北朝に帰順（『大日本史』巻177-『花営三代記』）。ところが、楠木宗族のうち勤王を貫く者たちは、惣領であるはずの正儀の決定に従わず、逆に合従して正儀を攻め、正儀は身内に敗退して河内国から命からがら脱出している（『大日本史』巻177に引く『後愚昧記』）。この「楠木宗族勤王者」の中に正勝がいたかどうかは古記録では定かではないが、飯田忠彦『大日本野史』巻93は、このとき正勝は父に逆らい南朝に留まり続けたと断じ、そのため正儀が後に南朝に帰参するまで、たびたび父子対決が起こったと主張している。正勝は紀俊文（晩年は南朝方）の娘を妻としているため、実際、南朝方として父に対し戦っていた可能性はある。
建徳元年/応安3年（1370年）、南朝の楠木宗族が和田正武の軍と手を組み、北朝の楠木正儀を打ち破る（『大日本史』巻177-『花営三代記』）。
建徳2年/応安4年（1371年）秋、北朝方の父・正儀が、南朝から河内国を奪還する（『大日本史』巻177に引く『花営三代記』）。
天授3年/永和3年（1377年）、紀俊文（従三位刑部卿）の娘との間に、伊勢楠木氏初代当主となる正盛（後に大河内顕雅の偏諱を受け正顕に改名）を授かっている（『全休庵楠系図』）。その他、正堯や信盛などの子もいたとされる。
『後太平記』巻7「長慶院殿諸所御隠歩之事」が伝える伝説によれば、天授4年/永和4年（1378年）5月2日、長慶法皇は仏道の修行として吉野をお忍びで抜け出し、千早城まで徒歩で踏破して、楠木正儀・正勝父子をねぎらった。思わぬ出来事に、楠木父子は感涙でむせび泣いた、という。しかし、近年の研究では長慶天皇が法皇となり院政を敷いたのは1383年とされ、時期が合わない。またこの頃、正儀とその千早城は北朝に所属しており、僧形に身を変じていたとしても、南朝の頂点である重要人物の長慶天皇が無事千早城に辿り着けた可能性は低い。
さらに、『後太平記』巻7「千剣破合戦付正成遺書之事」等では、同年12月、土丸城を攻め落として勢いづく北朝方を、「南朝方の」正儀・正勝父子が千早城で迎え撃った、としている。しかし、これは当時正儀と千早城が北朝方だったという定説とは矛盾している。
弘和2年/永徳2年（1382年）に父の正儀が南朝に帰参し、参議という高職につく。義満は報復措置として、山名氏清を派遣し、正儀を河内国平尾（現在の大阪府堺市美原区平尾）で撃破した（『大日本史』巻177）。ここで正儀は、宗族6人と家臣140人を失うという手痛い敗北を喫している（『大日本史』巻177）。

### 当主就任後

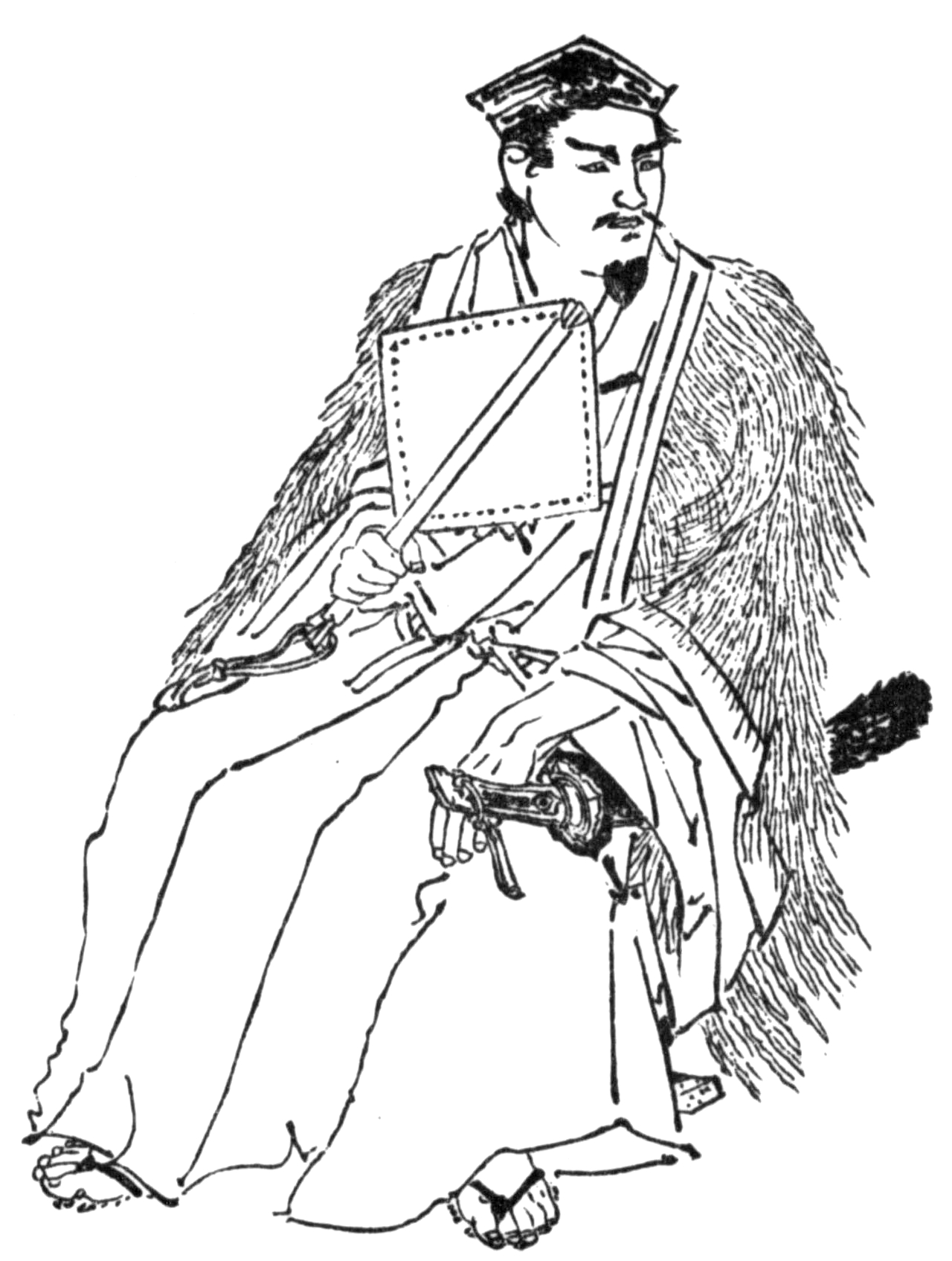
菊池容斎画『楠正勝』（『前賢故実』より）

元中年間（1384–1392年）に父の正儀が死去した後、名実ともに楠木一門を率いる惣領となる（『大日本史』巻177）。
正儀死後に楠木氏の勢力は急速に衰え、わずか300余騎を残す程度であったが、北朝の武将山名氏清は正儀に苦しめられた経験から、楠木氏はあえて劣勢を装っているのだと過剰に警戒し、楠木軍と山名軍は膠着状態にあった（『後太平記』巻9「河内国平尾合戦之事并亀六之術事」）。『後太平記』はこの様子を『三国志』の「死せる孔明生ける仲達を走らす」の故事で喩えている。
元中5年/嘉慶2年（1388年）8月17日未明、子飼いの精鋭騎兵200を含めた1000余りの手勢を率い、紀伊国の名勝和歌浦玉津島神社から帰京の途にあった室町幕府第3代将軍足利義満を奇襲しようと企てる（『後太平記』巻9「河内国平尾合戦之事并亀六之術事」）。しかし、赤坂城に駐留中の山名氏清に動向を察知されており、河内国平尾（現在の大阪府堺市美原区平尾）に先回りされ、自軍の4倍近い3500余りの兵と戦うことになる。正勝は奇策や挑発など手を尽くしたが、氏清は慎重に慎重を重ねて徹底防御を貫いたため、正勝の軍が疲弊してきたところを狙われ、最後は数的優位を活かされて散々に打ち破られた（詳細は平尾合戦）。
元中7年/明徳元年（1390年）4月4日に「伊予守」という人物が「楠木右馬頭」という人物へ当てた書状の文面（『南狩遺文』所収）が残っていることから、この頃までには右馬頭に任じられていたと考えられる。
同年、剃髪し、仏門に入る（『全休庵楠系図』）。その理由や、虚無や傑堂能勝といった高僧と同一人物であるという仏教伝説との関係は不明。
元中9年/明徳3年（1392年）春、畠山基国に楠木氏の本拠地である千早城を落とされ、吉野に敗走（『大日本史』巻177に引く『渡辺系図』）。この年閏10月5日（1392年11月19日）、南北の朝廷が講和したため、南朝の後亀山天皇が吉野から京に帰ってしまう（明徳の和約）。しかし、正勝は鬱々として、これでは志を得られないとして、北朝には合流しなかった（『大日本史』巻177）。なお、『後太平記』巻14「千剣破合戦之事付城郭明退事」は千早城陥落を南北朝統一後の12月としている。
同年、弟の正元が南朝残党とともに斬られ、晒し首にされる（『全休庵楠系図』）。

### 南北朝合一後
応永6年（1399年）、守護大名大内義弘が応永の乱を起こし、室町幕府に対し反旗を翻すと、正勝もこれに呼応し、正盛（正顕）・正堯の二子を連れて合流した（『全休庵楠系図』）。兵数は二百余騎（『応永記』）あるいは三百騎（『大日本史』巻177）。このとき、友軍の菊池肥前守という武将から、肥後菊池住延寿太郎国村作の銘がある名槍を贈られたという（『全休庵楠系図』）。堺に3か月余篭城の末に、反乱軍は幕府軍に敗れ、義弘も闘死した。決着がついたことを知った正勝は、玉砕していたずらに死ぬのは無益であるが、降伏するのもまた恥である、と言って退却し、大和路に向かって逃走した。北畠氏の重臣である鹿伏兎氏の伝承によれば、このとき幕府方として参戦していた伊勢国司北畠顕泰は、楠木の血を絶やさせてはならないと、鹿伏兎孫太郎忠賀に命じて、楠木軍を幕府軍に変装させて城内から連れ出し、正勝ら父子を窮地から救ったという（『鹿伏兎記』『鹿伏家楠氏詳伝』『邑戦異闘家記系図』）。
敗走中、戦闘で負った傷が悪化し、応永7年1月5日（1400年1月31日）に死去（『全休庵楠系図』）。伊勢楠木氏の系図では、正勝の遺骸は二子の正盛（正顕）・正堯兄弟によって河内国大伴邑（現在の大阪府富田林市大伴地区）の林中に葬られたというが（『全休庵楠系図』）、現在の大伴村に正勝に関する所伝は伝わっていない。別伝として、埋葬地は大和国吉野の武蔵（現在の奈良県吉野郡十津川村武蔵）とする伝承も根強い。

## 死後
伊勢に逃れた嫡子の正盛は、北畠家の庇護を受け、伊勢国司代行大河内顕雅（北畠顕泰の子）から偏諱を受けて正顕と改名し、伊勢楠木氏（北勢四十八家楠家）の祖となった。次男の正堯は丹波国に逃れたが、その後の詳細は不明。正勝の嫡孫で伊勢楠木氏第2代当主の正重は、武将ではなく刀工として活躍し、伊勢の名工村正の高弟になった。天下三名槍の一つ蜻蛉切などを製作したとされる刀工正真も伊勢楠木氏の一員である。正重の弟の正威は、禁闕の変に参加し後南朝のために三種の神器を奪ったが、討死している。第7代当主楠木正具は、織田信長の伊勢侵攻とたびたび戦っている。
伊勢楠木氏の庶流として木俣氏があり、木俣守勝は徳川家康に仕え、のち彦根藩井伊家の筆頭家老となった。その功績から、木俣氏は明治維新後には男爵に叙されている。ただし、守勝には実子がなく、養子の守安が木俣氏を継いだため、現在の木俣氏本家は正勝と血筋上の繋がりはない。その他、伊勢楠木氏の後裔を自称する氏族として、山下氏（アラビア石油創業者山下太郎の氏族）や高楠氏（仏教学者高楠順次郎が婿入りした豪族）などがある。

## 評価
『後太平記』は、正勝の戦術的才能を、劇中の山名氏清の口を借りて太公望にも匹敵すると高く称賛しているものの、その戦略レベルでの手腕については、劣勢のときは守りを堅くするべきなのに、逆転を狙って奇策に奔るあまり負けてしまったのは愚かだと、痛烈に批判している。一方、19世紀の文筆家武田交来（松阿弥）は、4倍の兵力差ながら鬼謀をもって氏清と渡り合った点を指摘し、結果として負けたとはいえ、正勝の智勇は祖父・正成にも決して劣るものではなかったと弁護し、正勝を日本の名将60余人の一人に数えている。
正勝は江戸時代の小説でも取り上げられ、北朝に帰順した正儀との父子対決が描かれた。都賀庭鐘『莠句冊』（天明6年（1786年））や曲亭馬琴『松染情史秋七草』（文化6年（1809年））などに正勝が登場し、特に『松染情史』の主人公は正勝の甥（弟・正元の子）という設定である。
明治維新後の大日本帝国下では、皇国史観に基づき、正勝の忠臣としての側面が強調された。大正3年（1914年）11月大嘗会で、正勝は贈正四位を、また弟の正元は贈従四位を追贈された。

## 伝説

### 十津川村
奈良県の十津川村には正勝の墓所と伝承が残る。この墓所がいつごろからあるのか不明だが、明治36年（1903年）の 『楠氏遺蹟志』で既に紹介されており、その時点では正勝の弟の正元の追福の墓も並置されていたらしい。また、同書の著者ははじめ墓所の場所がわからず、吉野神宮の堀宮司に尋ねたとあるから、明治36年の時点ではまだ観光地として整備されていなかったようである。十津川村の伝承では、没年日は応永11年（1404年）、または応永18年（1411年）1月15日とされる。
その後、明治期中に再整備され、追悼祭が行われるようになり、村の有形文化財に指定され、現在も毎年4月3日に供養が行われている。

### 普化宗

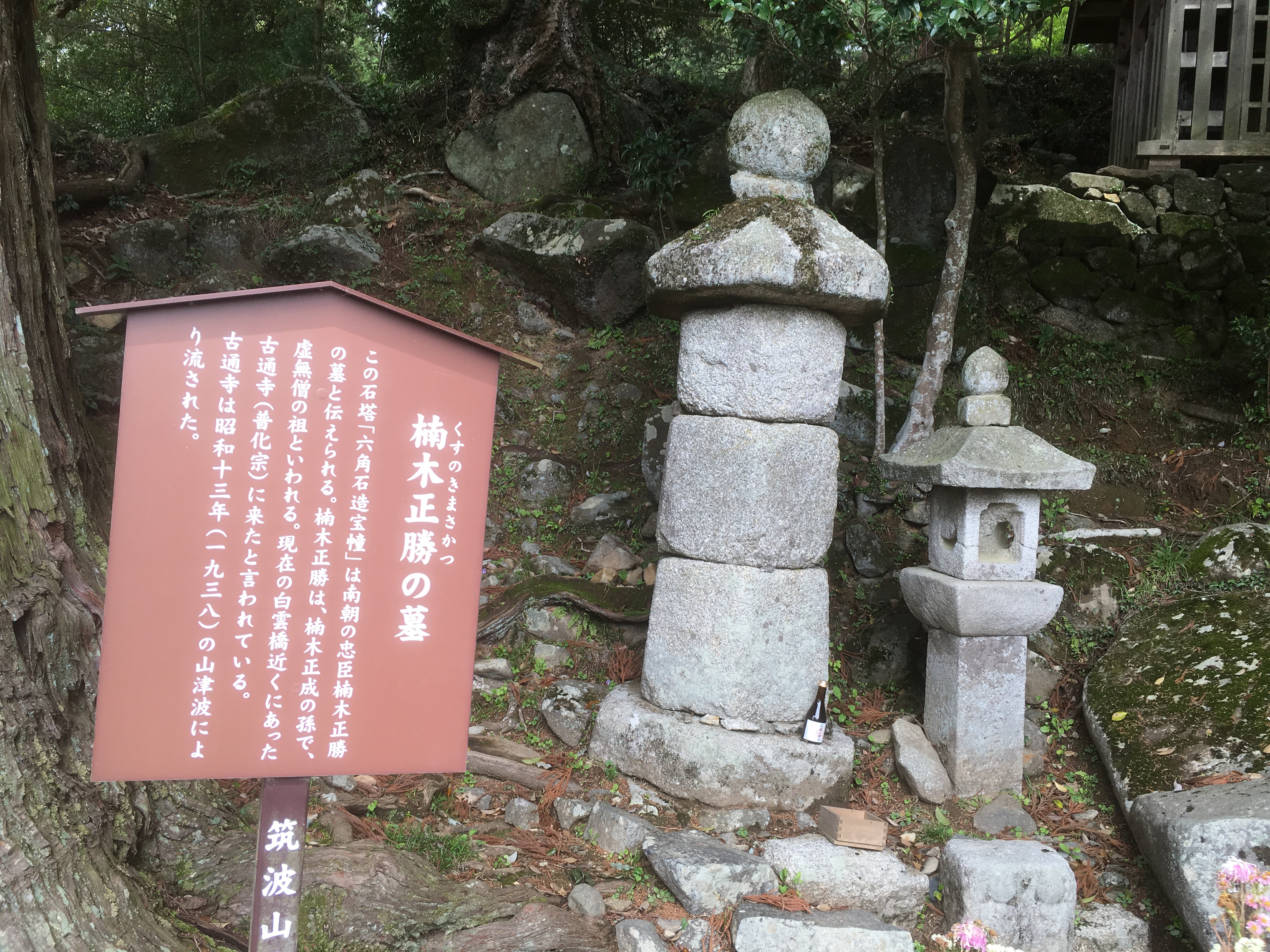
虚無（＝楠木正勝）の墓（筑波山）

楠木正勝は南朝崩壊後に普化宗の門に入り、普化正宗総本山明暗寺の創建者天外明普の弟子となって虚無（きょむ、こむ）と名乗り、虚鐸（尺八の半伝説的起源とされる楽器）を持って全国各地を回った、これが虚無僧の語源であるとの伝承がある。これは、足利氏の動向を密かに探るためだったとも言われる。なお、虚無僧という活動形態自体は「薦（こも）僧」などの名称で鎌倉時代から既に報告されており、正勝（＝虚無）の伝説はあくまで「虚無僧」という字の語源説話であって、虚無僧そのものの起源説話ではないことに留意する必要がある。
正勝を虚無と同一人物とする伝説は、尺八の起源を説く『虚鐸伝記』（18世紀末）にも登場する。同伝説によれば、正勝は南朝崩壊後、近江国（現在の滋賀県）に隠遁し、虚風という僧に普化宗と虚鐸を学び、虚無としてその法を嗣いだ。虚無は、剃髪せず、法衣も着ず、丸いイグサの編笠を被って顔が見えないようにし、虚鐸を吹いて城市を回って歩くという奇妙な行動を始めた。虚無の風狂な振る舞いに師の虚風が驚くと、虚無は「かつて、唐の普化禅師は鐸を振って狂をなしていましたので、わたくしもその故事に従いたいと思っているのです」と弁明した。編笠で顔を隠すのは市中でも棲遅幽居（世俗を超越した静かな心）の心構えでいるためである、虚鐸は楽葬の象徴である、等々と奇怪な見た目について一つ一つ説明をし、「いかがでしょうか」と師に尋ねたので、虚風は納得して虚無を褒めた。全国行脚の際、身なり卑しく異形の体であったため、人に「貴方は一体何者ですか」と問われると、「僧虚無」（僧、虚無なり）と答えた（「拙僧は虚無と申します」という名乗りであると同時に、禅の祖師菩提達磨が梁武帝から「お前は何者だ」と問われた時に、「わかりません（なぜなら、自我も含めて、一切はみな空にして虚無だから）」と禅の境地をもって答えた故事とのダブルミーニング）。これが虚無僧という言葉の語源になったという。各地で普化宗を広めたが、弟子たちも風狂な風体を好み、際立った者では、鎖鉢巻や長刀を帯びるものさえいた。諸国行脚したのち、近江の志賀のほとり（現在の滋賀県大津市志賀）に帰り、儀道という弟子に法を嗣がせ、虚鐸（尺八）を吹く技を伝えた。
晩年は、茨城県つくば市筑波山の普化宗古通寺に滞在した。古通寺は俗に虚無僧寺と言い、幕末に一度廃寺となり、旧大御堂の千手観音像が現在の古通寺跡に移された。しかし、白雲橋近くにあったという移設後の寺も昭和13年（1938年）の山津波により流された。楠木正勝＝虚無のものと称する六角石造宝幢が2016年現在も筑波山に現存する。

### 曹洞宗
曹洞宗の高僧である傑堂能勝を楠木正勝の出家後の姿とする伝説も多い。
正勝であるかはともかく、この傑堂能勝が楠木正成の縁戚であるとする仮定は否定できないが、正成との関係については傑堂能勝が開基した各寺の寺伝でまちまちである。傑堂の本拠地である耕雲寺では楠木正儀の嫡子であった（つまりは正勝か）とされ、茨城県耕山寺でも同じく傑堂の正体は正勝という。傑堂能勝の法を嗣いだ顕窓慶字が開山した新潟県南魚沼市の雲洞庵でも、傑堂能勝＝楠木正勝説を取る。その一方で、山形県鶴岡市高坂の洞春院では楠木正成の三男、山形県小国町市野々村の飛泉寺（応永24年（1417年）創建）では楠木正成の三男あるいは四男とする。
藤田精一は、正勝と古剣智訥の年代が合わないことを指摘し、『慶字禅師行状』に傑堂能勝は楠木正成の孫で通称を次郎左衛門と言うとあり、一方で『群書類従』「橘系図」に正秀の通称は二郎左衛門、正元の通称は二郎とあることから、傑堂の正体は正勝ではなく、弟の正秀か正元なのではないか、と仮説を立てている。
その他、兵庫県加西市山下町の正禅寺には、明徳元年（1390年）に楠木正勝と梶原景禅が開基したという伝説がある。
さらに、静岡県駿東郡小山町菅沼の曹洞宗甘露寺は、嘉慶元年（1387年）に楠木正勝の出家後の姿である正巌徳勝（しょうがん とくしょう）によって真言宗金剛王院の末寺として開基され、江戸時代に曹洞宗として再建されたと寺伝では伝えている。ただし、嘉慶年間に創られた宝篋印塔の銘からは、実際はこの徳勝なる人物は初めから禅宗の寺院として甘露寺を開基したことが解明されている。

### 浄土真宗
浄土真宗本願寺派に伝わる伝説では、永徳2年（1382年）ごろ、戦乱の無常を悟った正勝は河内の真言宗西光寺に隠棲していたが、このころ本願寺派第4世宗主である本願寺善如の教えを受けたという。
その後時代がくだって、正勝の孫の楠木掃部は、7世存如に帰依し、西光寺を本願寺派定専坊に改宗して、浄賢（じょうけん、漢字は浄顕とも）を名乗った。浄賢が正勝の孫であることの真偽は不明であるが、『蓮如上人御一代記聞書』に、明応8年（1499年）2月18日に8世蓮如が「サンバノ浄賢」（当時定専坊は三番（さんば）村にあった）の処を訪ねた記述があることから、浄賢という人物そのものは実在であったと考えられる。定専坊の三代住持である了顕は石山合戦で活躍した武将でもあるが、伊勢楠木氏第7代当主である楠木正具も晩年は11世顕如に帰依して石山合戦で討死しており、のちの楠木氏と浄土真宗の結びつきは実際に強かった。

### その他
山形県鶴岡市の金峯神社に保存されている後醍醐天皇御宸筆の伝説がある尊軸は、楠木正勝が陪従である小林隼人祐を遣わして奉納したのだと伝承されている。なお、前述の通り、同市内には傑堂能勝が創建したとされる曹洞宗の洞春院も存在することから、それと関連する伝説と思われる。

## 墓所
墓とされるものは前述の奈良県十津川村武蔵のほか、正勝の子孫が開祖と伝わる大阪市東淀川区豊里の定専坊、茨城県の筑波山神社（古通寺）など各地に存在する。新潟県南魚沼市雲洞の名刹・雲洞庵には、寺の開基の師に当たる傑堂能勝大和の木像と位牌がある。